# Anas Ouahim
Anas Ouahim (* 23. September 1997 in Leverkusen) ist ein deutsch-marokkanischer Fußballspieler, der bei Sydney FC unter Vertrag steht.

## Karriere

### Verein
Ouahim spielte bis zur D-Jugend beim SV Schlebusch und stand mehrmals in Auswahlmannschaft des Fußballverbandes Mittelrhein. Anschließend wechselte er nach einem Probetraining in die U16 des 1. FC Köln. Er absolvierte für die U-17 der Kölner 20 Spiele in der Saison 2013/2014 in der B-Junioren-Bundesliga West. Die nächsten beiden Spielzeiten stand Ouahim für die U-19 in der A-Junioren-Bundesliga West auf dem Platz. Hier erzielte er 4 Tore in 38 Spielen.
Am 30. Juli 2016 gab er sein Debüt für die zweite Mannschaft des 1. FC Köln in der Regionalliga West. Dort konnte er drei Tore in 28 Spielen in seiner ersten Saison erzielen. Am 26. November 2017 spielte er zum ersten Mal in der 1. Bundesliga für die erste Mannschaft der Kölner. Im Spiel gegen Hertha BSC wurde er in der 72. Minuten eingewechselt. Auch im Europapokal kam er in der Saison für die Kölner zu einem Einsatz. Am 7. Dezember 2017 wurde er bei der 0:1-Auswärtsniederlage bei Roter Stern Belgrad eingewechselt.
Zur Saison 2018/19 unterschrieb Ouahim einen Zweijahresvertrag beim Drittligisten VfL Osnabrück. Mit dem VfL stieg er 2019 in die 2. Fußball-Bundesliga auf. Nach dem erfolgreichen Klassenerhalt in der Saison 2019/20 verließ er die Osnabrücker und wechselte im August 2020 zum Ligarivalen SV Sandhausen. Am 28. Januar 2021 wurde er bis zum Ende der Spielzeit 2020/21 an den Drittligisten 1. FC Kaiserslautern ausgeliehen.
Ende Januar 2022 wechselte Ouahim zum niederländischen Erstligisten Heracles Almelo und unterschrieb einen Vertrag bis 2024. Im Rest der Saison 2021/22 bestritt er 10 von 14 möglichen Ligaspielen sowie zwei Play-off-Spiele um den Abstieg. Da diese in der Summe verloren wurden, stieg der Verein in die Eerste Divisie ab. 
Dort bestritt Quahim in der Saison 2022/23 29 von 38 möglichen Ligaspielen, in denen er acht Tore schoss, sowie ein Pokalspiel. Nachdem Almelo die Saison als Erster beendet hatte, stieg der Verein wieder in die Eredivisie auf.
Im März 2024 wurde Ouahim für den Rest des Jahres an den moldauischen Spitzenklub Sheriff Tiraspol verliehen. Im Sommer desselben Jahres wechselte er zu Sydney FC und unterzeichnete dort einen Zweijahresvertrag.

### Nationalmannschaft
Im September 2019 wurde Ouahim für die marokkanische U23-Nationalmannschaft nominiert. Er wurde in zwei Qualifikationsspielen für den Afrika-Cup gegen die malische U23 eingesetzt. Weitere Einsätze erfolgten nicht.

## Erfolge
VfL Osnabrück
- Meister der 3. Liga und Aufstieg in die 2. Bundesliga: 2019

## Privates
Er besuchte neben dem Training die Elsa-Brandström-Realschule in Köln-Sülz.